# Chevagnes
Chevagnes est une commune française située dans le département de l'Allier, en région Auvergne-Rhône-Alpes.

## Géographie

### Localisation
Chevagnes est située au nord-est du département de l'Allier.
Ses communes limitrophes sont :
|         | La Chapelle-aux-Chasses | Paray-le-Frésil      |
| Chézy   | Chevagnes               | Beaulon              |
| Lusigny | Thiel-sur-Acolin        | Dompierre-sur-Besbre |

### Hydrographie
La commune de Chevagnes est arrosée par l'Acolin, affluent de rive gauche de la Loire, et son affluent de rive gauche l'Huzarde.

### Voies de communication et transports
La commune est traversée par les routes départementales 779 (liaison de Moulins, à l'ouest, à Dompierre-sur-Besbre, au sud-est), 973 (vers Bourbon-Lancy et Autun, à l'est), 31 (vers La Chapelle-aux-Chasses au nord et Thiel-sur-Acolin au sud), 238 (vers Paray-le-Frésil, au nord-est), 298 (vers Beaulon, à l'est) et 481 (vers Chézy, à l'ouest).

### Climat
Pour des articles plus généraux, voir Climat d'Auvergne-Rhône-Alpes et Climat de l'Allier.
En 2010, le climat de la commune est de type climat océanique dégradé des plaines du Centre et du Nord, selon une étude du CNRS s'appuyant sur une série de données couvrant la période 1971-2000. En 2020, Météo-France publie une typologie des climats de la France métropolitaine dans laquelle la commune est exposée à un climat océanique altéré et est dans la région climatique Centre et contreforts nord du Massif Central, caractérisée par un air sec en été et un bon ensoleillement.
Pour la période 1971-2000, la température annuelle moyenne est de 11,3 °C, avec une amplitude thermique annuelle de 16,4 °C. Le cumul annuel moyen de précipitations est de 803 mm, avec 11,6 jours de précipitations en janvier et 7,2 jours en juillet. Pour la période 1991-2020, la température moyenne annuelle observée sur la station météorologique de Météo-France la plus proche, sur la commune de Montbeugny à 10 km à vol d'oiseau, est de 11,7 °C et le cumul annuel moyen de précipitations est de 754,1 mm,. Pour l'avenir, les paramètres climatiques de la commune estimés pour 2050 selon différents scénarios d'émission de gaz à effet de serre sont consultables sur un site dédié publié par Météo-France en novembre 2022.

## Urbanisme

### Typologie
Au 1er janvier 2024, Chevagnes est catégorisée commune rurale à habitat dispersé, selon la nouvelle grille communale de densité à 7 niveaux définie par l'Insee en 2022.
Elle est située hors unité urbaine. Par ailleurs la commune fait partie de l'aire d'attraction de Moulins, dont elle est une commune de la couronne,. Cette aire, qui regroupe 64 communes, est catégorisée dans les aires de 50 000 à moins de 200 000 habitants,.

### Occupation des sols

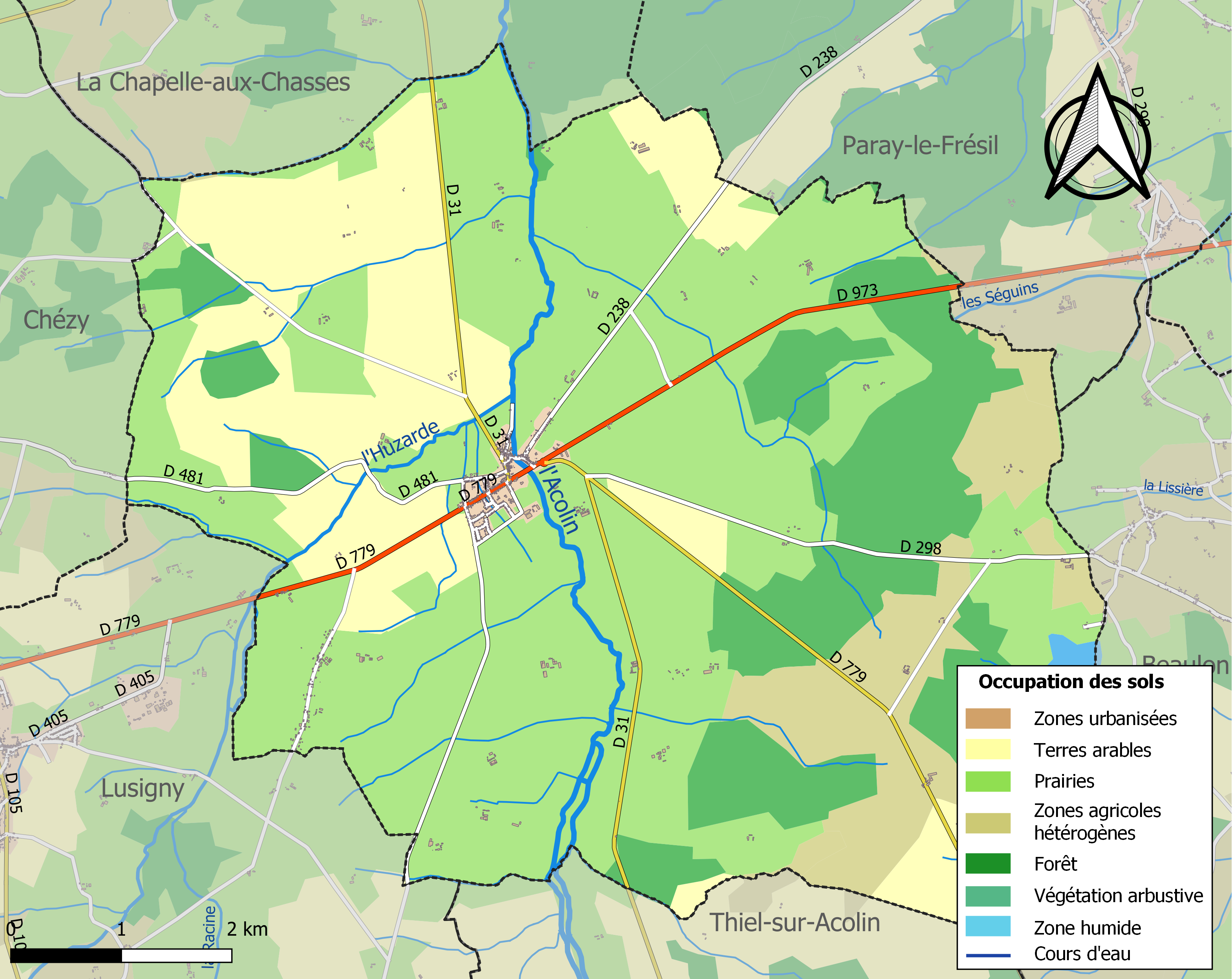
Carte des infrastructures et de l'occupation des sols de la commune en 2018 (CLC).

L'occupation des sols de la commune, telle qu'elle ressort de la base de données européenne d’occupation biophysique des sols Corine Land Cover (CLC), est marquée par l'importance des territoires agricoles (80,9 % en 2018), en diminution par rapport à 1990 (82,2 %). La répartition détaillée en 2018 est la suivante : 
prairies (51,9 %), terres arables (20,2 %), forêts (17,7 %), zones agricoles hétérogènes (8,8 %), zones urbanisées (0,9 %), eaux continentales (0,5 %).
L'IGN met par ailleurs à disposition un outil en ligne permettant de comparer l'évolution dans le temps de l'occupation des sols de la commune (ou de territoires à des échelles différentes). Plusieurs époques sont accessibles sous forme de cartes ou photos aériennes : la carte de Cassini (XVIIIe siècle), la carte d'état-major (1820-1866) et la période actuelle (1950 à aujourd'hui).

## Histoire
Le roi de France François Ier y effectua au moins deux séjours dans le pavillon de chasse qu'il possédait sur la commune, situé à l'emplacement du lieu-dit La Motte.
La commune porta, pendant la Révolution française, le nom de Chevagnes-l'Acolin rappelant le nom de la rivière arrosant le village.

## Politique et administration
| Période                                  | Période                   | Identité             | Étiquette | Qualité                                           |
| ---------------------------------------- | ------------------------- | -------------------- | --------- | ------------------------------------------------- |
| Les données manquantes sont à compléter. |                           |                      |           |                                                   |
| 1980                                     | 1995                      | Jean Marie Potin     | DVD       | Employé de bureau, conseiller général (1982-2007) |
| mars 1995                                | mars 2008                 | Jean-Claude Barillet |           |                                                   |
| mars 2008                                | En cours (au 4 juin 2020) | Philippe Charrier    | DVD       | Agriculteur Réélu en mai 2020                     |

## Population et société

### Démographie
L'évolution du nombre d'habitants est connue à travers les recensements de la population effectués dans la commune depuis 1793. Pour les communes de moins de 10 000 habitants, une enquête de recensement portant sur toute la population est réalisée tous les cinq ans, les populations de référence des années intermédiaires étant quant à elles estimées par interpolation ou extrapolation. Pour la commune, le premier recensement exhaustif entrant dans le cadre du nouveau dispositif a été réalisé en 2008.

En 2022, la commune comptait 635 habitants, en évolution de −4,8 % par rapport à 2016 (Allier : −1,38 %, France hors Mayotte : +2,11 %).
| 1793 | 1800 | 1806 | 1821 | 1831 | 1836 | 1841 | 1846 | 1851 |
| ---- | ---- | ---- | ---- | ---- | ---- | ---- | ---- | ---- |
| 839  | 789  | 722  | 817  | 833  | 872  | 858  | 970  | 952  |

| 1856 | 1861 | 1866  | 1872  | 1876  | 1881  | 1886  | 1891  | 1896  |
| ---- | ---- | ----- | ----- | ----- | ----- | ----- | ----- | ----- |
| 980  | 969  | 1 009 | 1 084 | 1 122 | 1 168 | 1 222 | 1 192 | 1 117 |

| 1901  | 1906  | 1911  | 1921 | 1926 | 1931 | 1936 | 1946 | 1954 |
| ----- | ----- | ----- | ---- | ---- | ---- | ---- | ---- | ---- |
| 1 144 | 1 112 | 1 113 | 952  | 875  | 837  | 851  | 838  | 784  |

| 1962 | 1968 | 1975 | 1982 | 1990 | 1999 | 2006 | 2008 | 2013 |
| ---- | ---- | ---- | ---- | ---- | ---- | ---- | ---- | ---- |
| 752  | 785  | 711  | 719  | 729  | 716  | 701  | 696  | 675  |

| 2018 | 2022 | - | - | - | - | - | - | - |
| ---- | ---- | - | - | - | - | - | - | - |
| 658  | 635  | - | - | - | - | - | - | - |

## Culture locale et patrimoine

### Lieux et monuments
- Château de la Boube ;
- Château de la Chassaigne ;
- Château du Pavillon ;
- La Grosse Maison, construite en 1754 par Jacques Durand, elle a été classée aux monuments historiques en 1981[19] ;
- Château de Tronçay, au sud. Château sur motte et basse-cour tardif (XIIIe siècle), qualifié par le roi François Ier de « maison royale », complété au XIVe siècle par une maison forte à laquelle on accède par un pont-levis. La fortification est associée à une importante activité métallurgique[20],[21],[22],[23].
- Église Saint-Nizier de Chevagnes.

### Héraldique
|  | Les armes de la commune se blasonnent ainsi : D'or au cornet de sable, virolé et lié de gueules, à la bordure d'azur chargée de huit fleurs de lys du champ. |